# ألف بال
ألف بال (بالإنجليزية: Alf Ball)‏ (1890 في المملكة المتحدة - 3 أكتوبر 1952) هو لاعب كرة قدم بريطاني (وحمل سابقاً جنسية المملكة المتحدة لبريطانيا العظمى وأيرلندا) في مركز نصف الجناح. لعب مع لينكولن سيتي أف سي ونادي مانسفيلد تاون.